# Ozaenina nasuta
Ozaenina nasuta är en tvåvingeart som beskrevs av Günther Enderlein 1912. Ozaenina nasuta ingår i släktet Ozaenina och familjen Richardiidae. Inga underarter finns listade i Catalogue of Life.